# Реда Белах'ян
Реда Белах'ян (араб. رضا بلحيان, нар. 1 червня 2004, Обервільє, Франція) — французький футболіст марокканського походження, опорний півзахисник італійського клубу «Лаціо» і збірної Марокко.

## Ігрова кар'єра

### Клубна
Реда Белах'ян народився в пепедмісті Парижа в марокканській родині і починав займатися футболом в академіях ряда столичних клубів. У 2019 році він приєднався до молодіжної команди клубу «Ніцца». У жовтні 2021 року Реда підписав з клубом перший професійний контракт. 3 березня 2023 року у матчі чемпіонату країни проти «Осера» Белах'ян дебютував у складі «Ніцци» на професійному рівні.
Провівши в команді загалом п'ять матчів, у січні 2024 року Белах'ян перейшов до італійської «Верони». І 17 лютого у матчі проти «Ювентуса» футболіст дебютував у чемпіонаті Італії.

### Збірна
У 2022 році Реда Белах'ян провів п'ять матчів за юнацьку збірну Франції (U-18), з якою став переможцем Середземноморських ігор у 2022 році.

## Досягнення
Франція (U-18)
- Переможець Середземноморських ігор: 2022